# Gare de Saint-Louis
Gare de Saint-Louis – stacja kolejowa w Saint-Louis, w departamencie Górny Ren, w Alzacji, we Francji. Jest zarządzana przez SNCF (budynek dworca) i RFF (infrastruktura).
Została otwarta w 1840 przez Compagnie du chemin de fer de Strasbourg à Bâle. Obsługiwana jest przez pociągi EuroCity, TER Alsace oraz towarowe Fret SNCF.

## Położenie
Znajduje się na linii Strasburg – Bazylea, na km 135,215, między stacjami Saint-Louis-la-Chaussée i Basel St. Johann, na wysokości 253 m n.p.m..

## Linie kolejowe
- Strasburg – Bazylea
- Saint-Louis – Huningue